# Przywory (gmina)
Przywory – dawna gmina wiejska istniejąca w latach 1973–1974 w woj. opolskim. Siedzibą władz gminy były Przywory.
Gmina została utworzona 1 stycznia 1973 w powiecie opolskim w woj. opolskim; w skład gminy weszły obszary 6 sołectw: Grotowice, Grudzice, Kąty Opolskie, Malina, Miedziana i Przywory. 
1 października 1974 roku z gminy Przywory wyłączono mniejszą część wsi (70 ha) Grotowice i przyłączono ją do Opola.
1 stycznia 1975 gmina została zniesiona, a jej obszar (sołectwa Grotowice, Grudzice, Kąty Opolskie, Malina, Miedziana i Przywory) przyłączony do gminy Tarnów Opolski.
Trzy sołectwa włączone 1 stycznia 1975 do gminy Tarnów Opolski włączono 30 października 1975 do Opola: Grotowice, Grudzice i Malina.